# Guamá (San Germán)
Guamá es un barrio ubicado en el municipio de San Germán en el estado libre asociado de Puerto Rico. En el Censo de 2010 tenía una población de 2126 habitantes y una densidad poblacional de 201,58 personas por km².

## Geografía
Guamá se encuentra ubicado en las coordenadas 18°6′7″N 67°0′12″O / 18.10194, -67.00333. Según la Oficina del Censo de los Estados Unidos, Guamá tiene una superficie total de 10.55 km², de la cual 10.54 km² corresponden a tierra firme y (0.02%) 0 km² es agua.

## Demografía
Según el censo de 2010, había 2126 personas residiendo en Guamá. La densidad de población era de 201,58 hab./km². De los 2126 habitantes, Guamá estaba compuesto por el 87.35% blancos, el 4.56% eran afroamericanos, el 0.05% eran amerindios, el 0.09% eran asiáticos, el 6.35% eran de otras razas y el 1.6% pertenecían a dos o más razas. Del total de la población el 99.11% eran hispanos o latinos de cualquier raza.